# Polyfytosbrug
De Polyfytosbrug (Grieks: Γέφυρα της λίμνης του Πολυφύτου, Gefyra tis limnis tou Polyfytou) ook wel Brug Servia - Neraida (Grieks: Υψηλή Γέφυρα Σερβίων / Νεράιδας, Ypsili Gefyra Servion) is een van de langste bruggen van Griekenland met een lengte van 1.372 meter. De bouw begon in 1972 tegelijk met de aanleg van het gelijknamige meer en werd 3 jaar later voltooid. 
De brug is onderdeel van de Griekse weg nummer 3 en de E65 en ligt 15 kilometer ten zuidoosten van Kozani en 5 kilometer ten noordwesten van de Griekse stad Servia. De brug is de langste van de twee bruggen over het meer, de andere brug is de Rymniosbrug. Deze heeft een totale lengte van ongeveer 0,6 km en ligt in de buurt van Alani.